# Tàu ngầm lớp Zwaardvis
Tàu ngầm lớp Zwaardvis là lớp tàu tàu ngầm tấn công dùng trong lực lượng hải quân hoàng gia Hà Lan thay thế cho loại tàu ngầm lớp Dolfijn. Zwaardvis có thiết kế dựa trên tàu ngầm lớp Barbel của Anh với thiết kế vỏ tàu hình giọt nước. Vào tháng 9 năm 1981 Trung Hoa Dân Quốc đã mua hai chiếc Zwaardvis nâng cấp được biết với tên lớp Chien Lung và Hai Lung. Hai chiếc Zwaardvis đã được thay thế bằng hai tàu ngầm lớp Walrus trong việc phục vụ trong lực lượng hải quân Hà Lan.